# 曼夫里利亚斯德拉拉
曼夫里利亚斯德拉拉，是西班牙卡斯蒂利亚-莱昂布尔戈斯省的一个市镇。总面积34平方公里，总人口70人（2001年），人口密度2人/平方公里。